# OKB総研
株式会社OKB総研（オオケイビイそうけん）は、岐阜県大垣市にある調査・コンサルティングを行う大垣共立銀行連結子会社のシンクタンクである。旧名称は株式会社共立総合研究所（略称：KRIまたは共立総研）であった。

## 沿革
- 1996年（平成8年）7月 - 株式会社共立総合研究所として設立[3]。
- 2015年（平成27年）7月 - 株式会社OKB総研に商号変更[3]。

## 事業概略
- 産業・経済・文化の調査・研究とその受託等
- 経営診断、経営相談、システム相談等
- 先端情報処理技術の研究等
- 情報提供、刊行物発刊、会員制事業等

## 著名な研究員等
- 江口忍（副社長・名古屋オフィス代表）1965年名古屋市生まれ。1983年愛知県立松蔭高等学校卒業。1987年名古屋大学法学部卒業。同年日本長期信用銀行入行。1992~1995年ロンドン勤務。1996年末同行退社。1997年共立総合研究所入社。名古屋人としての皮膚感覚とデータに基づくユニークな名古屋経済の分析で知られる。（出典：洋泉社「あなたの知らない名古屋」）
- 河村宏明（名古屋オフィス主任研究員） 1976年岐阜市生まれ。1999年名古屋大学経済学部卒業。同年大垣共立銀行入行。2003年共立総合研究所出向。岐阜市をこよなく愛する生粋の岐阜っ子。東海地域の経済や産業の分析に加えて、次世代自動車、鉄道、航空機、新エネルギー、リサイクルなどの分野を専門とする。

## 事業所
- 本社（岐阜県大垣市）
- 名古屋オフィス 愛知県名古屋市中村区名駅３丁目25番9号　堀内ビルディング9F